# Вандале, Леон
	Леон Вандале или Леон Ван Дале (нидерл. Leon Vandaele или Leon Van Daele; 24 февраля 1933, коммуна Осткамп, провинция Западная Фландрия, Бельгия — 30 апреля 2000, коммуна Осткамп, провинция Западная Фландрия, Бельгия) — бельгийский профессиональный шоссейный велогонщик в 1952—1964 годах. Победитель однодневных велогонок: Кюрне — Брюссель — Кюрне (1954, 1961), Чемпионат Фландрии (1956, 1957, 1958), Омлоп ван хет Хаутланд (1956), Париж — Брюссель (1957), Брюссель — Ингойгем (1957), Париж — Рубе (1958), Гент — Вевельгем (1959), Нокере Курсе (1961).

## Достижения

### Шоссе
1953
1-й Omloop Gemeente Melle
1954
1-й Кюрне — Брюссель — Кюрне
5-й Гент — Вевельгем
1955
1-й — Этап 9 Tour de l'Ouest
1956
1-й Чемпионат Фландрии
1-й Омлоп ван хет Хаутланд
1-й — Этап 9 Tour de l'Ouest
3-й Тур Фландрии
1957
1-й Чемпионат Фландрии
1-й Париж — Брюссель
1-й Брюссель — Ингойгем
1-й — Этапы 3а, 5 Тур Нидерландов
1-й Милан — Мантуя
1-й Driedaagse van Antwerpen — Генеральная классификация
1-й — Этап 1
2-й Кюрне — Брюссель — Кюрне
3-й Париж — Рубе
3-й Омлоп Хет Ниувсблад
7-й Чемпионат мира — Групповая гонка (проф.)
10-й Гент — Вевельгем
1958
1-й Чемпионат Фландрии
1-й Париж — Рубе
1-й — Этапы 5b и 6 Вуэльта Валенсии
2-й Брюссель — Ингойгем
7-й Париж — Тур
10-й Париж — Брюссель
10-й Милан — Сан-Ремо (вместе с ещё 59 велогонщиками)
1959
1-й Гент — Вевельгем
1-й — Этап 3 Париж — Ницца
1-й — Этап 1 Тур Люксембурга
3-й Милан — Сан-Ремо
4-й Париж — Брюссель
5-й Омлоп Хет Ниувсблад
8-й Париж — Рубе
1960
6-й Гент — Вевельгем
1961
1-й Нокере Курсе
1-й Кюрне — Брюссель — Кюрне
1-й — Этап 2 Тур Люксембурга
3-й Дварс дор Фландерен
8-й Чемпионат Цюриха
1962
1-й Omloop Mandel-Leie-Schelde Meulebeke
1-й Critérium d'Ede
1963
2-й Кюрне — Брюссель — Кюрне
1964
1-й 1-meiprijs - Ere-Prijs Vic De Bruyne
1-й Tour des onze villes
2-й Нокере Курсе

### Трек
1956
2-й Шесть дней Парижа
1957
3-й Шесть дней Парижа